# Yutong
Zhengzhou Yutong Group Co., Ltd. (in cinese 郑州宇通客车股份有限公司S), comunemente nota come Yutong, è una azienda cinese produttrice di veicoli commerciali, in particolare autobus elettrici, con sede a Zhengzhou, Henan. Yutong ha anche attività nelle macchine movimento terra, nel settore immobiliare e in altri investimenti. Nel 2016 era il più grande produttore di autobus al mondo per volume di vendite.

## Introduzione
Yutong ha quattro basi produttive: autobus convenzionali, autobus elettrici, veicoli specializzati, parti e componenti, e possiede il più grande stabilimento di produzione di autobus al mondo. A partire dal 2018, Yutong ha una gamma completa di veicoli da 5 a 18 metri composta da oltre 140 serie di autobus e pullman. Nel 2017, il volume delle vendite di autobus di grandi e medie dimensioni ha raggiunto le 67.268 unità. Di questi, 24.865 unità sono nuovi autobus elettrici. Dal 2005 al 2017, gli autobus Yutong sono stati esportati in oltre 30 paesi e regioni, tra cui Francia, Regno Unito, Australia, Sud Africa, Cuba, Venezuela, Cile, Russia, Arabia Saudita, Taiwan, con una quota di mercato di oltre il 30% nella Cina continentale e di oltre il 15% nel resto del mondo e serve oltre 210 società di servizi noleggiate e oltre 330 punti di assistenza autorizzati.

## Storia
Le origini di Yutong possono essere ricondotte alla Zhengzhou Bus Repair Factory, fondata nel 1963. Nel 1993, è stata fondata Zhengzhou Yutong Bus Co., Ltd. con un volume di vendita di 708 unità, e nel marzo 1997, Yutong è diventata la prima compagnia di autobus in Cina alla Borsa di Shanghai. L'anno successivo, Yutong aprì il suo parco industriale Yutong a Zhengzhou da 400 milioni yuan (circa 43 milioni di euro nel 1999) che all'epoca era la più grande fabbrica di autobus dell'Asia.
Nel 2005, Yutong deteneva una quota di mercato del 22% di autobus e pullman in tutta la Cina, diventando il più grande produttore di autobus della Cina e aveva vinto un premio come miglior produttore in Cina dalla World Bus Alliance. A marzo, Yutong ha lanciato una strategia di mercato estero e ha iniziato a esportare autobus in tutto il mondo verso mercati come l’America Latina e il Sud America, l’Asia-Pacifico e l’Europa.
Yutong è entrato per la prima volta nel mercato degli autobus elettrici con l'apertura del suo stabilimento di produzione "New Energy" nel 2012, e nel 2014 ha aperto il "Centro nazionale di ricerca sul controllo elettronico e sulla tecnologia di ingegneria della sicurezza degli autobus elettrici" in collaborazione con il governo cinese. Nel 2015, Yutong ha condotto le prime prove su strada al mondo di un autobus autonomo, dimostrando la tecnologia di guida autonoma per una percorrenza di 32,6 km su un'autostrada tra le città di Zhengzhou e Kaifeng.
Nel 2018, in totale Yutong ha esportato più di 64.000 autobus e pullman, di cui quasi 25.000 nel 2017 erano elettrici a batteria o alimentati a metano. La rete di vendita e assistenza dell'azienda copre sei regioni in tutto il mondo: Europa, Comunità di Stati Indipendenti, America Latina, Africa, Asia-Pacifico e Medio Oriente.

## Autobus Yutong

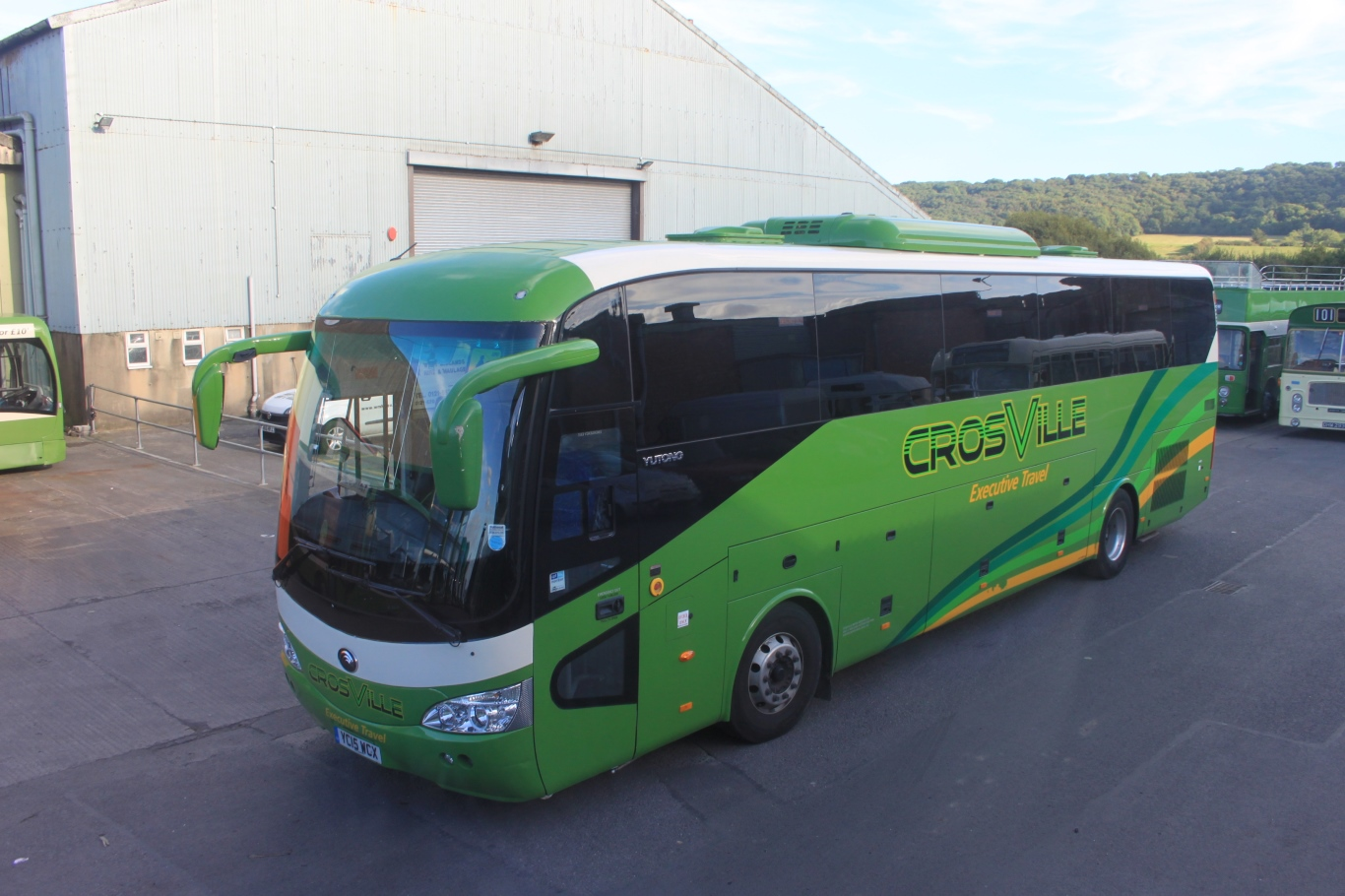
Un autobus ZK6129H fornito a Crosville Motor Services nel Regno Unito

La divisione bus di Yutong (Zhengzhou Bus Co., Ltd.) è una moderna azienda manifatturiera su larga scala specializzata nella ricerca e sviluppo, produzione e vendita di prodotti per autobus. Il suo stabilimento principale si trova nel Parco Industriale Yutong nel distretto hui di Guancheng, Zhengzhou, e copre un'area di 1,12 milioni di metri quadrati. Lo stabilimento produttivo "New Energy" di Yutong Bus, messo in funzione nel 2012, copre un'area di oltre 1,33 milioni di metri quadrati e ha una capacità produttiva annua di 30.000 autobus e pullman.
Yutong Bus gestisce anche una serie di impianti di produzione complete knock down in tutto il mondo.

### Prodotti

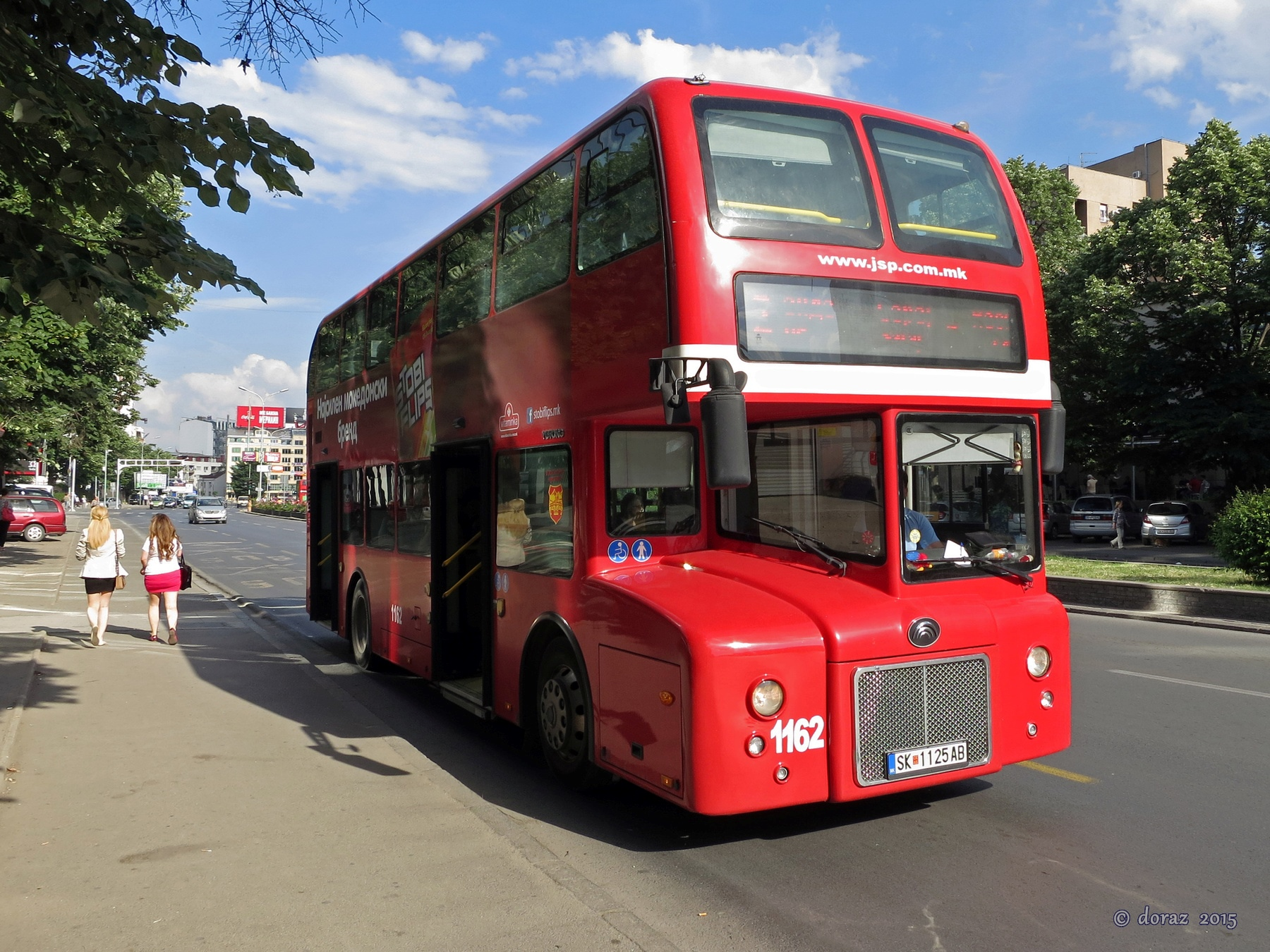
Yutong City Master a Skopje, Macedonia del Nord.

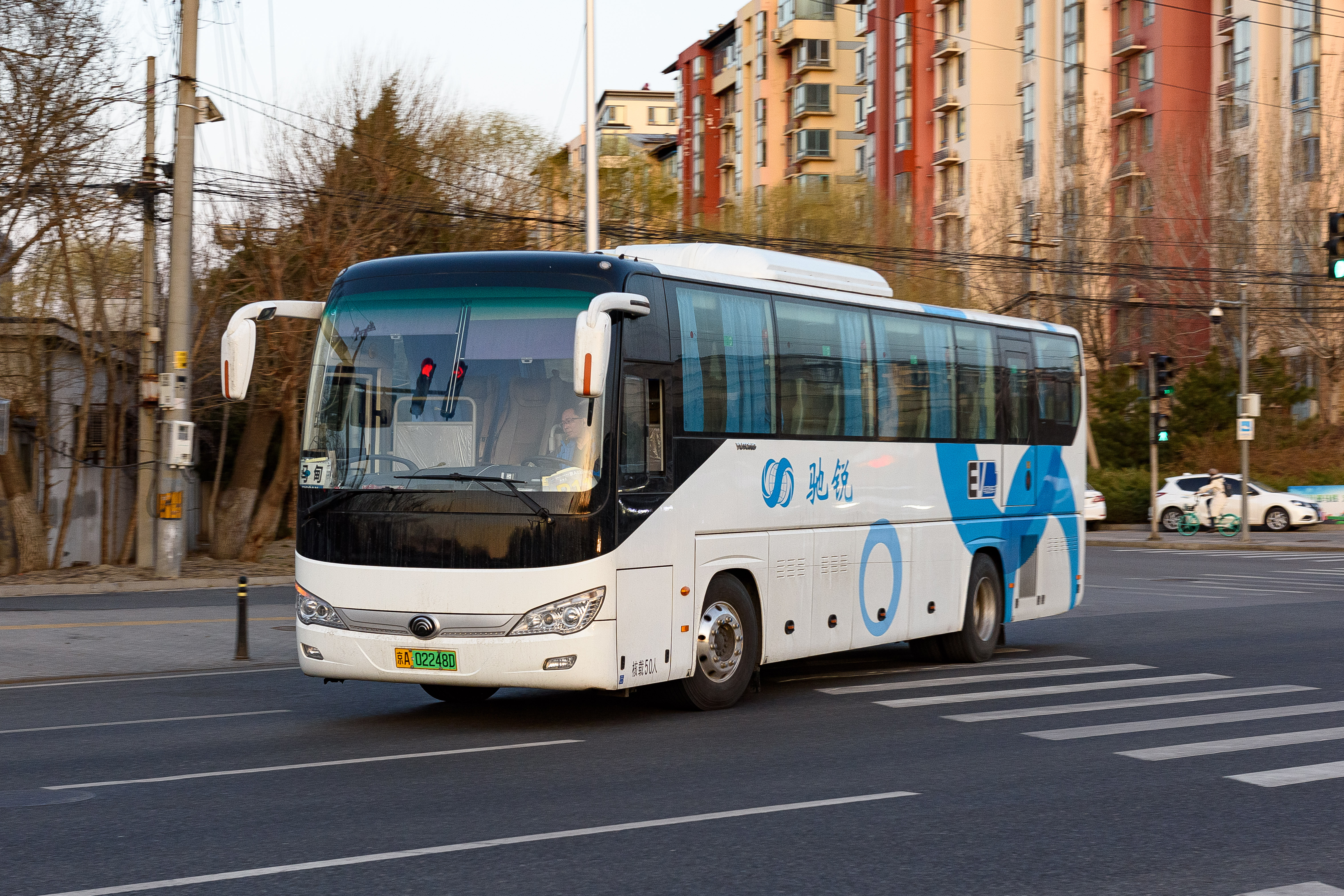
Yutong ZK6119BEV in servizio a Beijing, Cina.

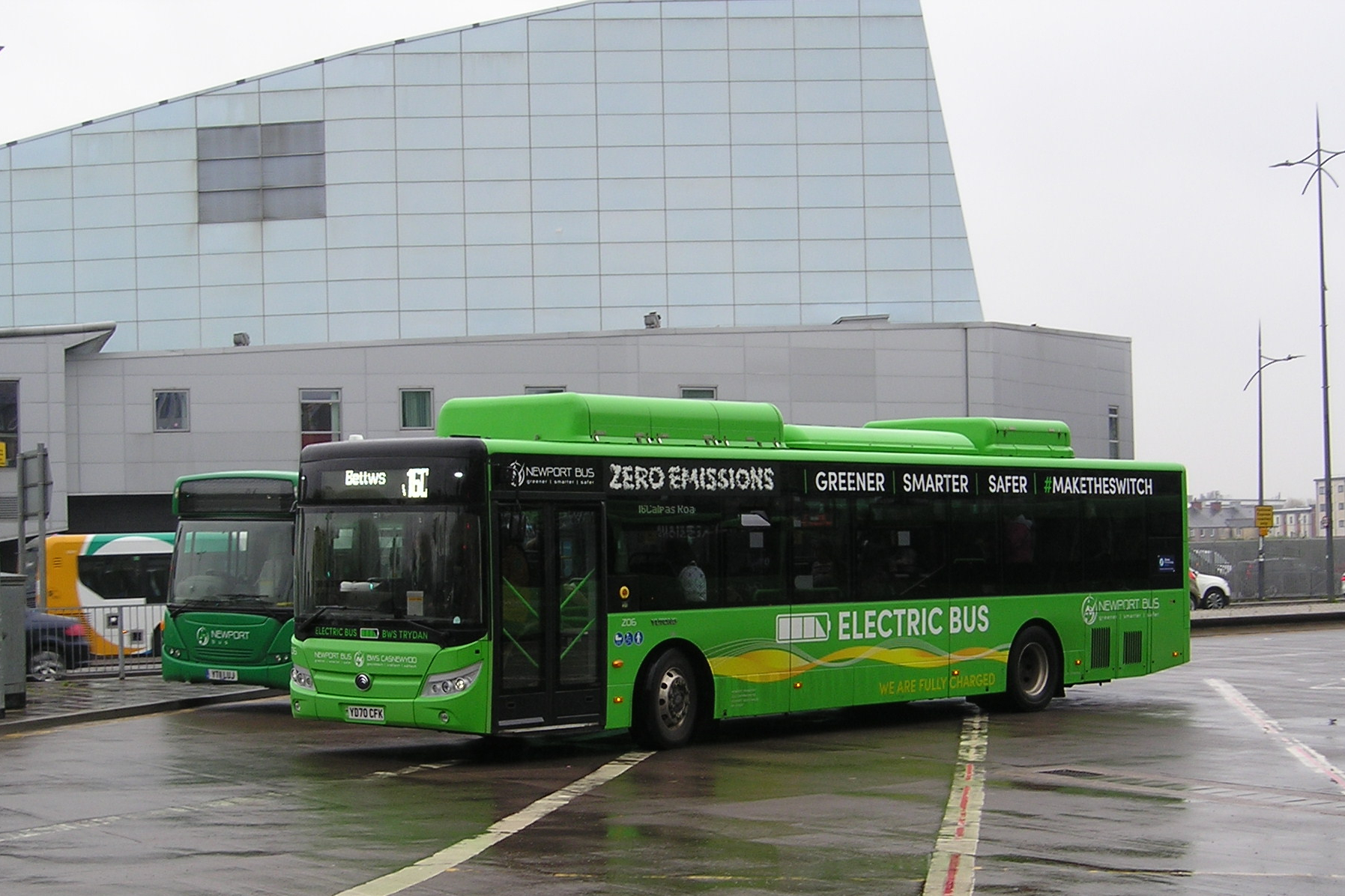
Yutong E12LF in servizio per Newport Bus, Regno Unito.

- Yutong City Master, un autobus a due piani in stile retrò basato sull'AEC Routemaster, costruito esclusivamente per Skopje, Macedonia del Nord
- Autobus urbano elettrico Yutong E10/E12
- Allenatore Yutong CL6/CL7
- Minibus/limousine Yutong T7
- GT12/C122
- Pullman Yutong TCe12/ICe12 – fino a 50 posti, 350 kW (470 hp), batteria al litio-ferro-fosfato raffreddata ad acqua da 281 kWh, autonomia oltre 320 km [9]
- Pullman ZK6122HD9
- Autobus urbano ZK6108HG
- Autobus urbano ZK6118HGA
- Pullman ZK6122H9
- Pullman ZK6120D1
- ZK6120HR Serie da 12 metri
- Autobus ZK6122HD9/ZK6122H9
- Pullman ZK6119H2
- Pullman ZK6119HA
- Pullman ZK6752N1
- Autobus ZK6115D con motore anteriore
- Scuolabus ZK6729DX
- Scuolabus ZK6669DX
- Pullman ZK6107H
- Pullman ZK6105
- Pullman ZK6100HB
- Autobus articolato ZK6128HG

#### Autobus a guida autonoma
Yutong ha sperimentato il suo primo autobus autonomo nel 2015 e da allora ha prodotto un’ampia gamma di modelli autonomi. Le prove pubbliche del suo veicolo Xiaoyu da 8 posti di prima generazione sono iniziate nel 2019 al Forum Boao per l'Asia e a Zhengzhou. Autobus autonomi sono stati utilizzati anche per trasportare i lavoratori nello stabilimento di assemblaggio di Zhengzhou di Yutong.
Nel giugno 2021, Yutong ha affermato di aver consegnato 100 modelli del suo autobus autonomo Xiaoyu 2.0 da 10 posti per l'utilizzo a Zhengzhou. Lo Xiaoyu 2.0 è stato consegnato anche alle città di Guangzhou, Nanchino, Zhengzhou, Sansha e Changsha, con le prove pubbliche che dovrebbero iniziare nel luglio 2021 a Zhengzhou.